# つやぶくさ
つやぶくさ（艶袱紗）は、和菓子の一種で焼き菓子である。小麦粉を水で溶きよく混ぜたものに卵、砂糖、ベーキングパウダーを加えて混ぜて生地にし、平鍋（鉄板）に流して焼く。
このとき、生地表面が気泡によって多数の孔が開き、蜂の巣状になる。泡だった面を外にして餡を包み、丸型にして作る（折りたたむものや筒状にするものもある）。
気泡の孔によってできたふわりとした艶やかな表面を持つことにより、茶の湯で用いる袱紗にちなんで名づけられた。なお、この菓子の生地製法は、先に卵を溶く通常の焼き菓子の製法と手順が逆であり、逆ごね法と呼ばれる。